# Heaney-Gletscher
Der Heaney-Gletscher ist ein 6 km langer Gletscher an der Nordküste Südgeorgiens. Er fließt unmittelbar nordwestlich des Cook-Gletschers in zunächst nordöstlicher, dann östlicher Richtung zur Saint Andrews Bay.
Der South Georgia Survey nahm von 1951 bis 1952 eine Vermessung des Gletschers vor. Das UK Antarctic Place-Names Committee benannte ihn 1955 nach John Bryan Heaney (1931–2010), der an der Vermessung beteiligt war.